# Иронический знак
Иронический знак (⸮) — редко употребляющийся знак препинания, выражающий иронию.

## История
Знак придуман в конце XIX века французским поэтом Альканте де Брамом (псевдоним Марселя Бернара). 
Это предложение было поддержано в 1966 году французским писателем Эрве Базеном в его книге «Давайте ощипаем птицу» (фр. Plumons l’oiseau), но тот использовал другую форму ().